# Mnishek
MNISHEK — український музичний гурт, який виконує мелодійний інді-рок з елементами фолку. Лідером та вокалісткою гурту є Анна Міщенко. За час свого існування, гурт вже встиг взяти участь у багатьох українських фестивалях та конкурсах. 

## Історія
Історія гурту розпочалася зі звичайного оголошення. Вокалістка Анна певний час до цього працювала сольно, але, за її словами, вона весь час відчувала якийсь внутрішній дискомфорт: дівчина завжди мріяла співати у супроводі живих інструментів. Саме тоді їй спала на думку ідея створити гурт. Надихнувшись історією солістки гурту «Крихітка Цахес» Каші Сальцової (яка так само створила гурт за допомогою об'яви), Аня подала оголошення на одному з сайтів для музикантів. Першим з'явився барабанщик Андрій Шаригін, наступним був гітарист Олександр Кутняк, далі бас-гітарист Віталій Овчарук, клавішник Михайло Онисько. Останнім до гурту приєднався сопілкар Тимофій Музичук. Перша спільна репетиція відбулася 25 грудня 2016 року — саме цю дату музиканти вважають днем народження MNISHEK. 
У той же період часу MNISHEK починає співпрацю із саунд-продюсером Юрою Кандибою та студією звукозапису LSD Records.
Незабаром гурт зміг гучно заявити про себе релізом пісні «Душко Моя», на яку пізніше також вийшов дебютний кліп.
Перші творчі кроки гурт зробив влітку 2017 року на сцені фестивалю «Ше.Fest». Восени того ж року MNISHEK стали лауреатами II премії у жанрі рок-музики на XV-му фестивалі «Червона рута», а трохи згодом отримали звання «відкриття фестивалю» на етно-мюзік-фесті «Віртуози фолку» в Києві. Це були перші серйозні досягнення музикантів. Після цього було III місце на фестивалі «ArtSkin» та перемога кліпу на пісню «Душко моя» на фестивалі кліпмейкерів «Кіно-Драйв».
2018 рік гурт розпочав прем'єрою танцювального треку «Вільна», після чого відбулася презентація українського романсу «В саду осіннім айстри білі», що викликав значний резонанс серед слухачів. Ще одним весняним треком гурту стала українська версія польської народної пісні «Матінко моя».
Фестивальний сезон 2018 року MNISHEK також відкрили знаковими для себе подіями: I місцем на фестивалі «VIRA FEST» та III місцем на легендарному фестивалі «Тарас Бульба». Того ж року гурт став учасником низки не менш почесних фестивалів: «Sounds of Carpatia», «Дунайська Січ», «Трипільські зорі», «БарРокКо», «Холодний яр», «Ше.Fest», II Київ етно мюзік фест «Віртуози фолку», Зимова «Країна мрій» та інших. 6 липня 2018 гурт «MniShek» взяв участь у фольклорно-етнографічному святі «В ясну ніч на Івана Купала» на березі Трубежа в Переяславі.
Серпень 2018 для гурту відзначився прем'єрою авторської пісні «Сонце».
12 листопада 2018 року відбулася презентація драйвової та потужної композиції «Дякую тобі».
Наприкінці 2018 року у мережі з'явилася пісня «Туман», з якою колектив планував взяти участь у нацвідборі до Євробачення 2019. На жаль, потрапити до телевізійного відбору команді не вдалося.
У лютому 2019 року гурт презентував осучаснену варіацію української народної пісні «Ой мороз, мороз».
Після тривалої перерви 24 серпня 2022 року до Дня Незалежності України гурт випустив сингл "Україна моя", а згодом вийшов їх кавер на пісню Володимира Івасюка "Тільки раз цвіте любов".
25 січня 2023 року гурт презентував EP альбом під назвою "ELEMENT" та випустив кліп на пісню "Відьма" з цього альбому.
28 березня цього ж року у гурту виходить пісня разом із кліпом до неї під назвою "За вітром".
30 квітня напередодні Белтайну або Ночі відьом MNISHEK представили новий сингл "Беладона".
У червні гурт анонсує вихід свого нового альбому під назвою "МІТ", присвяченого українській мітології, і вже 21 червня 2023 року на Літнє сонцестояння відбулася презентація першої пісні з нього під назвою "Ріка". 1 серпня виходить наступна пісня "Розрив-трава", згодом на Осіннє рівнодення гурт випускає пісню "Вирій", а 27 листопада світ побачила пісня "Осінь". "Пісня Мавки" на всіх музичних платформах з'явилася 3 березня 2024 року, а 20 червня того ж року на Літнє сонцестояння на пісню вийшов однойменний кліп. 31 жовтня 2024 року відбувся реліз повноформатного альбому "МІТ".
2025 рік розпочався для гурту релізом мотиваційного треку "Шлях".

## Відзнаки

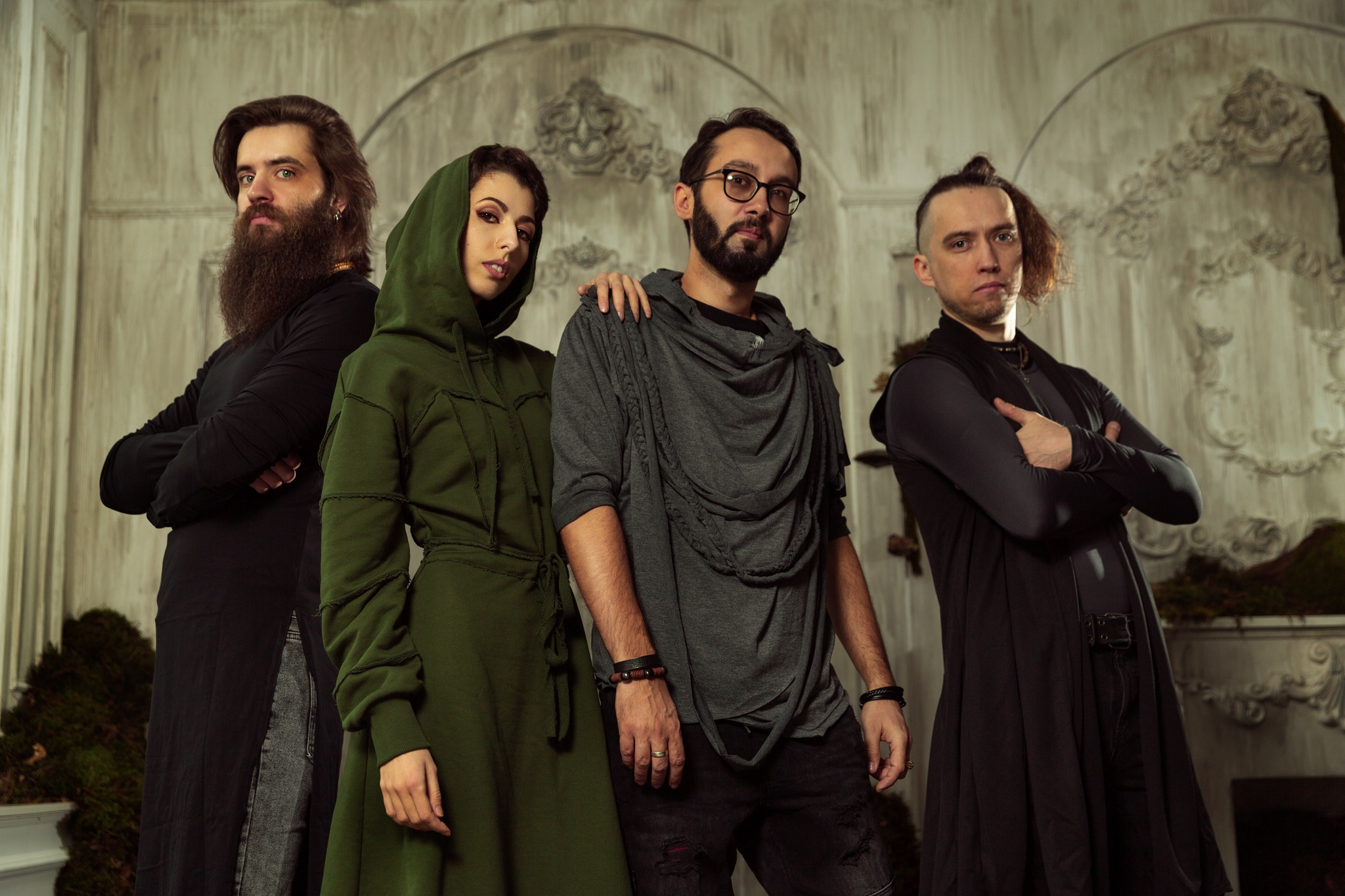

- 2017 лауреат II премії у жанрі рок-музики на XV-му фестивалі «Червона рута»[5]
- 2017 відкриття фестивалю «Віртуози фолку»
- 2017 III місце на фестивалі «ArtSkin»[6]
- 2017 I місце на фестивалі кліпмейкерів «Кіно-Драйв»[7]
- 2018 I місце на фестивалі «Vira Fest»[8]
- 2018 III місце на фестивалі «Тарас Бульба»

## Склад
- Анна Міщенко — вокал
- Олександр Кутняк — гітара, духові
- Михайло Онисько — клавішні
- Микола Куранда — ударні
- Расім Бахтіяров — бас
- Ан Антон — гітара

## Дискографія

### Сингли
- 2017 — Душко Моя
- 2018 — Вільна
- 2018 — В Саду Осіннім Айстри Білі
- 2018 — Матінко Моя
- 2018 — Сонце
- 2018 — Дякую Тобі
- 2018 — Туман
- 2019 — Ой, мороз, мороз
- 2019 — Переманочка
- 2019 — Коли не було з Нащада Світа
- 2022 — Україна моя
- 2022 — Тільки раз цвіте любов
- 2023 — За вітром
- 2023 — Беладона
- 2024 — Колискова
- 2025 — Шлях

Альбоми
- 2023 — ELEMENT
- 2024 — МІТ

### Ремікси
- 2018 — Вільна (LSD Remix)
- 2018 — Дякую тобі (LSD Remix)
- 2024 — Вирій (LSD Remix)

## Відеокліпи
| Рік  | Назва         | Альбом  | Режисер           |
| ---- | ------------- | ------- | ----------------- |
| 2017 | «Душко моя»   |         | Ірина Новосаденко |
| 2023 | "Відьма"      | ELEMENT | Ярослава Величко  |
| 2023 | "За вітром"   |         | Маргарита Кізім   |
| 2024 | "Пісня Мавки" | МІТ     | Маргарита Кізім   |

## Участь у фестивалях
- «Червона рута» — лауреат II премії у жанрі рок-музика (Маріуполь, 2017)[5]
- «Ше.Fest» (Моринці, 2017, 2018, 2023)[9]
- «Віртуози фолку» (Київ, 2017, 2018)
- "Трипільські Зорі" (Черкаси, 2018)
- "Дунайська Січ" (Ізмаїл, 2018)
- "Via Carpatia " (Криворівня, 2018)
- "Холодний Яр" (Грушківка, 2018)
- "Тарас Бульба" (Дубно, 2018)
- «БарРокКо» — фестиваль стильної музики (Бар, 2018)
- «Країна Мрій» — (Київ, 2018, 2023, 2024)
- Gothica Fest 2023 - (Київ, 2023)

## Статті, інтерв'ю
- Гурт «MNISHEK» існує рік. І вже відзначився на «Червоній руті» — 2017
- Гурт MNISHEK. Ukrainky.com  — 2018
- Фольклор та Рок — ідеальний симбіоз  — 2018
- Гурт MNISHEK. Нотатки про українську музику  — 2018
- Євробачення-2019: колектив MNISHEK хоче підкорити Нацвідбір  — 2018
- Як фолк передає духовну силу народу  — 2019
- Музика, коти й Черкаси  — 2019